# Nihiru
Nihiru oder Nikia ist ein Atoll des Tuamotu-Archipels in Französisch-Polynesien. Das Atoll gehört administrativ zur Gemeinde Makemo und hat 15 Einwohner (Stand: 2002). 1996 waren es noch 30 Einwohner. Das Dorf liegt auf dem Motu im äußersten Südwesten des Atolls.
Das Atoll liegt 49 km östlich von Makemo und 30 km nordöstlich von Marutea Nord entfernt. Das Atoll ist 10,5 km breit und 14 km lang.
Nihiru wurde 1820 durch den deutschbaltischen Fabian Gottlieb von Bellingshausen entdeckt und von ihm Nigeri getauft. Die meisten der jetzigen Einwohner stammen vom benachbarten Atoll Taenga.